# Estación de Brislington
La estación de Brislington fue una estación de ferrocarril en Brislington, una área de Bristol, en el suroeste de Inglaterra.
La estación en el Ferrocarril de Bristol y North Somerset se abrió el 3 de septiembre de 1873. Se cerró a los pasajeros el 31 de octubre de 1959 y al tráfico de mercancías el 7 de octubre de 1963. Ahora, el sitio se usa como depósito de chatarra. Partes de los andenes todavía sobreviven, pero ningunes edificios no hacen lo mismo.